# Calvaire Sainte-Anne (Séneujols)
Pour l’article homonyme, voir Calvaire Sainte-Anne (Scey-sur-Saône).
La calvaire Sainte-Anne (ou Croix des prisonniers) est une des croix monumentale située à Séneujols, en France.

## Généralités
La croix est située en bordure de la route de Bains à Séneujols, sur le territoire de la commune de Séneujols, dans le département de la Haute-Loire, en région Auvergne-Rhône-Alpes, en France.

## Historique
La croix date de la fin du XVIIe siècle, comme semble en témoigner une inscription fortement dégradée (mais dont les premiers chiffres sont 1 et 6).
La croix est inscrite au titre des monuments historiques par arrêté du 11 juin 1930.

## Description
Le monument comprend deux parties distinctes : une partie moderne, dite croix des prisonniers, composée d'une croix granitique non figurée, des inscriptions « 1940 » et « 1944 » et de chaînes, commémore la captivité des Français. Au devant, un bloc pyramidal sculpté fortement dégradé est surmonté d'une croix en fer plat, à extrémités à fleurs de lys et munie de maillons de chaîne reprenant le thème de la captivité.
Sur ce bloc, diverses sculptures peuvent être distinguées : une femme voilée tenant un homme ou un animal, un personnage à longs cheveux et barbu pouvant être le Christ, Dieu le père Moîse ou tout autre figure biblique. Une face enfin contient des inscriptions : « IHS », « FAICTPARMEANDRE » et une date fortement dégradée mais indiquant vraisemblablement le XVIIe siècle. La deuxième inscription donne l'indication du sculpteur « Meandre » ou « Me Andre ».